# Liste der russischen Gesandten beim Heiligen Römischen Reich

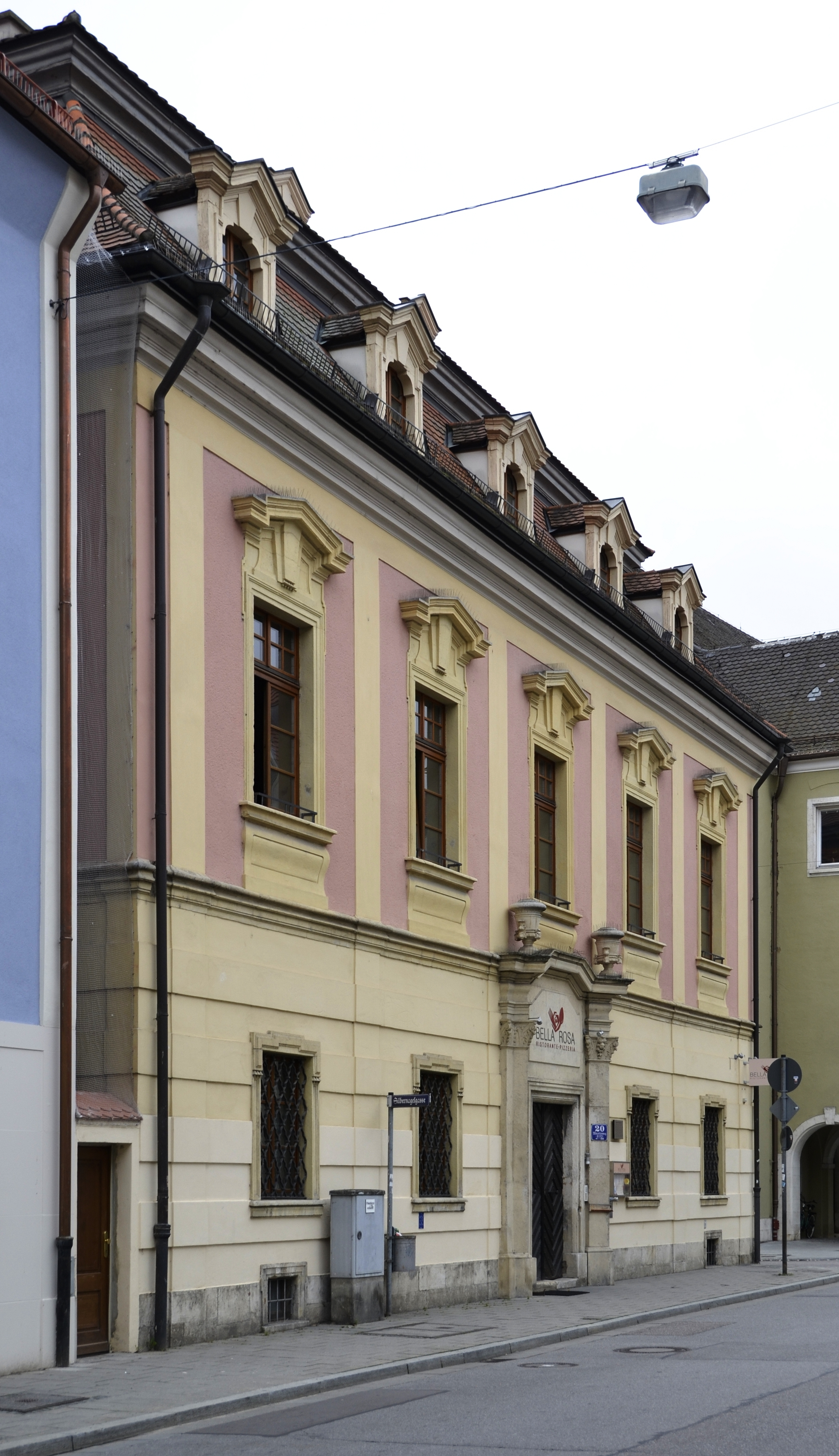
Ehemals Kaiserl. Russische Gesandtschaft in Regensburg (Minoritenweg 20)

Diese Seite listet die russischen Gesandten beim Reichstag des Heiligen Römischen Reichs zu Regensburg (1663 bis 1806).
Formal war dies Russlands erste diplomatische Vertretung für Deutschland als ganzes, wobei es noch eine Reihe älterer Gesandtschaften gegenüber einzelnen deutschen Teilstaaten und gegenüber dem deutsch-römischen Kaiser selbst gab. Nachfolge dieser russischen Vertretung in Deutschland übernahm die russische Gesandtschaft beim Deutschen Bund in Frankfurt am Main (1815 bis 1866), die zuvor diplomatische Vertretung bei den drei Kurfürstbistümer (Mainz, Trier und Köln) war.

## Gesandte
Russische Gesandte beim Immerwährenden Reichstag des Heiligen Römischen Reichs in Regensburg
| Ernennung | Akkreditierung | Name                                 | Bemerkungen Lebensdaten                                     | Abberufung   |
| --------- | -------------- | ------------------------------------ | ----------------------------------------------------------- | ------------ |
|           | 27. Juli 1744  | Hermann Carl von Keyserlingk         | (1696–1765)                                                 | 1746         |
| …         |                |                                      |                                                             |              |
|           | 12. Apr. 1756  | Georg Heinrich von Büttner (Bittner) | † 1758, begraben auf dem Gesandtenfriedhof ohne Grabdenkmal | 1758         |
|           | 1758           | Lewaschoff                           |                                                             | 1758         |
|           | 1758           | Johann Matthias von Simolin          | (1720–1799), bis 1761 Resident, ab 1762 Minister            | 1771         |
| …         |                |                                      |                                                             |              |
|           | 1773           | Achatz Ferdinand von der Asseburg    | 1721–1797                                                   | 1796         |
| …         |                |                                      |                                                             |              |
|           | 1797           | Anton Sebastian von Struve           | 1729–1802                                                   |              |
|           | 1798           | Karl Heinrich von Bühler             | 1749–1811, Geschäftsführer                                  | 7. Jan. 1800 |